# Lucé, Orne
Lucé là một xã thuộc tỉnh Orne trong vùng Normandie tây bắc nước Pháp. Xã này nằm ở khu vực có độ cao trung bình 154 mét trên mực nước biển. Dòng họAnglo-Norman vùng tên (de Lucy, cổ đại là Luci) đã được áp tên cho xã.